# Ciclismo ai Giochi della IV Olimpiade - 100 chilometri
La competizione dei 100 Km di Ciclismo dei Giochi della IV Olimpiade si tenne i giorni 15 e 18 luglio 1908 allo stadio di White City a Londra, nel Regno Unito.
La prova consisteva in una gara in sulla distanza di 100 Km su pista. I concorrenti dovevano completare la distanza entro il limite di tempo di 3 ore e 15 minuti.

## Risultati

### Semifinali
1a semifinale
| Pos. | Atleta                      | Nazione     | Tempo     |
| ---- | --------------------------- | ----------- | --------- |
| 1    | Andrew Hansson              | Svezia      | 2h40'21"4 |
| 2    | Georges Lutz                | Francia     |           |
| 3    | Sydney Bailey               | Regno Unito |           |
| 4    | Paul Texier                 | Francia     |           |
| 5    | J. H. Bishop                | Regno Unito |           |
| 6    | David Robertson             | Regno Unito |           |
| 7    | François Bonnet             | Francia     |           |
| 8    | Harry Mussen                | Regno Unito |           |
| -    | Will Anderson               | Canada      |           |
| -    | André Lepère                | Francia     |           |
| -    | Alwin Boldt                 | Germania    |           |
| -    | Georgius Damen              | Paesi Bassi |           |
| -    | Gerard Bosch van Drakestein | Paesi Bassi |           |
| -    | J. Norman                   | Regno Unito |           |
| -    | Ioannis Santorinaios        | Grecia      | DNF       |
| -    | Fred McCarthy               | Canada      | DNF       |
| -    | Richard Katzer              | Germania    | DNF       |

2a semifinale
| Pos. | Atleta                 | Nazione     | Tempo     |
| ---- | ---------------------- | ----------- | --------- |
| 1    | Leon Meredith          | Regno Unito | 2h43'15"4 |
| 2    | Charles Henry Bartlett | Regno Unito |           |
| 3    | Gustaf Westerberg      | Svezia      |           |
| 4    | Octave Lapize          | Francia     |           |
| 5    | Walt Andrews           | Canada      |           |
| 6    | Billy Pett             | Regno Unito |           |
| 7    | Charles Denny          | Regno Unito |           |
| 8    | Guillaume Coeckelberg  | Belgio      |           |
| 9    | Harry Young            | Canada      |           |
| AC   | William Morton         | Canada      | DNF       |
| AC   | Pierre Hostein         | Francia     | DNF       |
| AC   | Hermann Martens        | Germania    | DNF       |
| AC   | Bruno Götze            | Germania    | DNF       |
| AC   | Paul Schulze           | Germania    | DNF       |
| AC   | Max Triebsch           | Germania    | DNF       |
| AC   | Dorus Nijland          | Paesi Bassi | DNF       |
| AC   | Guglielmo Malatesta    | Italia      | DNF       |
| AC   | Battista Parini        | Italia      | DNF       |
| AC   | Cesare Zanzottera      | Italia      | DNF       |
| AC   | Harry Passmore         | Sudafrica   | DNF       |
| AC   | Henri Cunault          | Francia     | DNF       |
| AC   | Charles Avrillon       | Francia     | DNF       |
| AC   | Jean Madelaine         | Francia     | DNF       |
| AC   | Robert Jolly           | Regno Unito | DNF       |
| AC   | David Noon             | Regno Unito | DNF       |
| AC   | Louis Weintz           | Stati Uniti | DNF       |

### Finali
| Pos.    | Atleta                 | Nazione     | Tempo     |
| ------- | ---------------------- | ----------- | --------- |
| Oro     | Charles Henry Bartlett | Regno Unito | 2h41'48"6 |
| Argento | Charles Denny          | Regno Unito |           |
| Bronzo  | Octave Lapize          | Francia     |           |
| 4       | Billy Pett             | Regno Unito |           |
| 5       | Paul Texier            | Francia     |           |
| 6       | Walt Andrews           | Canada      |           |
| 7       | David Robertson        | Regno Unito |           |
| 8       | Sydney Bailey          | Regno Unito |           |
| AC      | Andrew Hansson         | Svezia      | DNF       |
| AC      | Georges Lutz           | Francia     | DNF       |
| AC      | François Bonnet        | Francia     | DNF       |
| AC      | J. H. Bishop           | Regno Unito | DNF       |
| AC      | Harry Mussen           | Regno Unito | DNF       |
| AC      | Leon Meredith          | Regno Unito | DNF       |
| AC      | Gustaf Westerberg      | Svezia      | DNF       |
| AC      | Guillaume Coeckelberg  | Belgio      | DNF       |
| AC      | Harry Young            | Canada      | DNF       |